# General Assembly of the Apostolic Assemblies
General Assembly of the Apostolic Assemblies (GAAA) var ett amerikanskt trossamfund inom den pentekostala oneness-rörelsen, bildat i Eureka Springs, Arkansas den 28 december 1916. Generalsekreterare var Lee Floyd.
GAAA grundades av pastorer och församlingar som lämnat Assemblies of God, sedan denna kyrka samma år tagit avstånd från "Jesus Only"-läran och antagit en trosbekännelse som bland annat innehöll treenighetsläran.
GAAA antog själv arton trosartiklar, som senare delvis ärvts och införlivats i trosbekännelser inom andra oneness-organisationer som PAW, Church of God ICJA och Jesus Only Apostolic Ministries. 
GAAA lyckades aldrig bli officiellt registrerat som trossamfund av de amerikanska myndigheterna innan man den 23 januari 1918 upplöstes och gick upp i Pentecostal Assemblies of the World (PAW) som redan 1914, som första amerikanska kyrkosamfund, officiellt antagit onenessläran. Samgåendet skedde i Indianapolis, Indiana.

## Källa
General Assembly of the Apostolic Assemblies The History of the Original Oneness Pentecostal Denomination